# Mariah Carey (альбом)
Mariah Carey — дебютный студийный альбом американской певицы Мэрайи Кэри, изданный в США 12 июня 1990 года под лейблом Columbia Records. Первоначальные продажи альбома были низкими, но это не помешало Мэрайе стать звездой в своей стране и возглавлять чарт Billboard Hot 100 с четырьмя последовательными хитами, вследствие чего, альбом провел одиннадцать недель на вершине чарта Billboard 200. Американская ассоциация звукозаписывающих компаний сертифицировала альбом «Mariah Carey» как золотой диск, с общими продажами более 500 000 экземпляров 7 августа 1990 года, и 9 кратным платиновым диском — 15 декабря в 1999-м, с общими продажами, превышающими 9 миллионов копий альбома, в Соединенных Штатах. «Mariah Carey» занимает третье место среди альбомов бестселлеров в США, после «Daydream» 1995 года и «Music Box» 1993 года. Также было отмечено, что промоушн и производство дебютного альбома Мэрайи — одно из самых успешных и масштабных достижений компании Columbia Records. Приблизительные мировые продажи альбома составляют — 15 миллионов экземпляров

## История создания
В 1988 году 19-летняя Кэри переехала из дома своей матери в Лонг-Айленде в небольшую квартиру на Манхэттене. У неё была демокассета с четырьмя песнями, которые она написала вместе с Беном Маргулисом во время учёбы в школе. На протяжении всего 1988 года Кэри, не имея контракта с рекорд-лейблом, пыталась привлечь внимание руководителей звукозаписывающих компаний в Нью-Йорке. Работая на нескольких работах, она продолжала писать песни с Беном Маргулисом, внося изменения и дополнения в демозаписи. Спустя месяцы трудностей, Кэри познакомилась с певицей Брендой Кей Старр и была принята к ней на бэк-вокал. Вскоре во время репетиций Старр заметила «одарённый голос» Кэри. Она понимала, что Кэри способна добиться успеха, но ей нужно было помочь ворваться в мейнстрим.
Однажды Бренда Кей Старр взяла с собой Мэрайю Кэри на одну из вечеринок музиндустрии, пытаясь убедить руководство рекорд-лейблов прослушать её демозапись. На Кэри обратил внимание глава Atlantic Records Джери Эль Гринберг. Когда певица передавала ему запись, кассету выхватил Томми Моттола, заявив, что сам займётся «проектом». Тем же вечером Мотолла прослушал демозапись Кэри в своём лимузине и осознал, что нашёл настоящий талант. Он быстро вернулся на мероприятие, но к тому времени Кэри уже ушла.
Мотолла неделю искал Кэри через менеджмент Бренды Кей Старр. В итоге ему удалось связаться с девушкой и он пригласил её в офис Columbia Records. На встрече с Мэрайей и её мамой Патрисией Мотолла сказал: «Когда я впервые увидел и услышал Мэрайю, у меня не было никаких сомнений в том, что она рождена для большой сцены». После серии встреч, в декабре 1988 года Кэри заключила контракт с Columbia Records.
Томми Мотолла возглавлял Sony Music Entertainment, дочерний лейбл Columbia Records, и проводил в нём различные преобразования. Он полагал, что успех лейблу может принести молодая и талантливая исполнительница, составившая конкуренцию Уитни Хьюстон из Arista Records, или поп-звезда наподобие Мадонны, которая в то время сотрудничала с Sire Records. По мнению Мотоллы, Кэри отражала обеих певиц. Уверенность Мотоллы в Кэри побудила его нанять ряд талантливых музыкантов и авторов песен, чтобы те поработали над демозаписью исполнительницы и написали новый материал. К записи дебютного диска певицы пригласили Рика Уэйка, Нараду Майкла Уолдена и Ретта Лоуренса.

## Прием альбома и дебют в чартах
Для поднятия интереса к личности Мэрайи перед выпуском её дебютного альбома, певица выступила с тремя песнями перед приглашённой аудиторией слушателей. Телевизионный дебют состоялся на шоу «The Arsenio Hall Show», также Columbia Records способствовала выступлению в телепередаче «America the Beautiful» перед финалистами Национальной баскетбольной ассоциации. Мэрайю пригласили принять участие в концертном турне, но она отказалась, поскольку в то время страдала от серьёзного страха перед большой аудиторией.
Альбом «Mariah Carey» дебютировал в чарте США «Billboard 200» на 80 месте и вошёл в лучшую двадцатку на четвёртой неделе пребывания в чарте. Альбом занял первую строчку на 43 неделе и продержался там одиннадцать последовательных недель; до сегодняшнего дня это самое продолжительное достижение Мэрайи в чарте «Billboard 200». Также он продержался 65 недель в лучшей двадцатке альбомов и в самом чарте «Billboard 200» — 113 недель. 15 декабря 1999 года альбом получил 9-кратную платиновую сертификацию от Американской ассоциации звукозаписывающих компаний. «Mariah Carey» один из самых продаваемых альбомов в стране, и к марту 2006 года было продано более 9 миллионов копий в США. По данным журнала Billboard, «Mariah Carey» — самый продаваемый альбом 1991 года в США.
«Mariah Carey» пользовался ограниченным успехом за пределами США. Альбом был более удачен в Канаде, где возглавил чарт на неделю и получил 7 платиновых сертификатов. Альбом достиг максимума на 6 позиции в чартах Великобритании и Австралии; в предыдущей стране он провел тридцать шесть недель среди лучших 75 альбомов года, а в последней — стал 5 раз платиновым. Успех дебютного альбома в Бразилии и Европе был ограничен. К ноябрю 2005 года приблизительные продажи альбома по всему миру составили 13.5 миллионов копий во всем мире.
Конкурсант Syesha Mercado исполнил кавер песни «Vanishing» в седьмом сезоне телешоу American Idol.

## Синглы
Синглы, изданные с альбома «Mariah Carey», были менее популярны за пределами США, исключая «Vision of Love», который занял первые строчки чартов в 11 странах.
1. «Vision of Love» стал первым из многих хитов #1 Мерайи, включая Канаду, Бразилию и Новую Зеландию.
2. «Love Takes Time» занял первые строчки чартов США и Канады, но в основном пользовался ограниченным успехом в других странах, например в Великобритании, где сингл не имел такого успеха как «Vision of Love».
3. «Someday» стал третьим хитом Мэрайи в США, но в остальных странах получил малую известность, сингл вошёл в список лучших пяти песен в чартах Канады.
4. «I Don't Wanna Cry» поставил певицу на одно место с группой The Jackson 5, чьи первые четыре последовательных сингла занимали первую строчку чарта Billboard Hot 100 в США. Сингл имел малый успех в других странах, таких как Канада, где песня не смогла войти в десятку лучших. Песня «There's Got to Be a Way» была издана в качестве четвёртого сингла вместо «I Don’t Wanna Cry» в европейских странах, например в Великобритании, где синглу так и не удалось войти в чарт лучших 40 песен.
5. Пятый сингл «Prisoner», был объявлен для выпуска в США после «I Don’t Wanna Cry». Но из-за подготовки к релизу второго студийного альбома Emotions, «Prisoner» был использован в качестве промосингла.

## Номинации и награды
Альбом «Mariah Carey» получил номинацию на премию Грэмми 1991 года — «Альбом года», в то время как песня «Vision of Love» получила номинации в категориях «Лучшее женское вокальное поп исполнение» (которое она выиграла), «Запись года», «Песня года», а также получила награду — «Лучший новый артист».
«Альбом года» — «Back on the Block» артиста Куинси Джонс, Джули Голд (автор песни) выиграла номинацию «Песня года» — «From a Distance» в исполнении Бетт Мидлер, и Фил Коллинз выиграл номинацию «Запись года» — «Another Day in Paradise».

## Список композиций
| №   | Название                  | Автор(ы)                  | Продюсер(ы)                      | Длительность |
| --- | ------------------------- | ------------------------- | -------------------------------- | ------------ |
| 1.  | «Vision of Love»          | Мэрайя Кэри, Бен Маргулис | Ретт Лоренс, Нарада Майкл Уолден | 3:28         |
| 2.  | «There's Got to Be a Way» | Кэри, Рик Уейк            | Уейк, Уолден                     | 4:53         |
| 3.  | «I Don't Wanna Cry»       | Кэри, Уолден              | Уолден                           | 4:48         |
| 4.  | «Someday»                 | Кэри, Маргулис            | Рик Уейк                         | 4:08         |
| 5.  | «Vanishing»               | Кэри, Маргулис            | Кэри                             | 4:12         |
| 6.  | «All in Your Mind»        | Кэри, Маргулис            | Маргулис, Уейк                   | 4:44         |
| 7.  | «Alone in Love»           | Кэри, Маргулис            | Лоренс                           | 4:12         |
| 8.  | «You Need Me»             | Кэри, Лоренс              | Лоренс                           | 3:51         |
| 9.  | «Sent from Up Above»      | Кэри, Лоренс              | Лоренс                           | 4:05         |
| 10. | «Prisoner»                | Кэри, Маргулис            | Уейк                             | 4:24         |
| 11. | «Love Takes Time»         | Кэри, Маргулис            | Уолтер Афанасьефф                | 3:49         |

## Чарты и сертификации
| Название чарта            | Высшее место |
| ------------------------- | ------------ |
| Australian Albums (ARIA)  | 6            |
| Canadian RPM Albums Chart | 1            |
| Dutch Albums Chart        | 53           |
| French Albums Chart       | 17           |
| German Albums Chart       | 24           |
| Japanese Albums Chart     | 13           |
| New Zealand Albums Chart  | 4            |
| Norwegian Albums Chart    | 4            |
| Spanish Albums Chart      | 35           |
| Swedish Albums Chart      | 8            |
| Swiss Albums Chart        | 15           |
| UK Albums Chart           | 6            |
| U.S. Billboard 200        | 1            |
| US Top R&B/Hip-Hop Albums | 3            |

| Страна (Ассоциация)              | Сертификация  |
| -------------------------------- | ------------- |
| Австралия (ARIA)                 | Платиновая    |
| Канада (CRIA)                    | 7× Платиновая |
| Нидерланды (NVPI)                | Платиновая    |
| Новая Зеландия (RIANZ)           | 4× Платиновая |
| Испания (PROMUSICAE)             | Золотая       |
| Швеция (IFPI)                    | Платиновая    |
| Швейцария (IFPI)                 | Золотая       |
| Великобритания (BPI)             | Платиновая    |
| Соединённые Штаты Америки (RIAA) | 9× Платиновая |

| Название чарта (1990—1999) | Позиция |
| -------------------------- | ------- |
| U.S. Billboard 200         | 27      |

### Синглы
| Год  | Сингл                                                              | Высшее место в чарте | Высшее место в чарте | Высшее место в чарте | Высшее место в чарте | Высшее место в чарте | Высшее место в чарте | Высшее место в чарте | Высшее место в чарте | Высшее место в чарте | Высшее место в чарте | Высшее место в чарте | Высшее место в чарте | Высшее место в чарте | Высшее место в чарте | Высшее место в чарте | Высшее место в чарте | Высшее место в чарте | Высшее место в чарте | Сертификации (продажи)                                  |
| Год  | Сингл                                                              | US                   | US R&B               | US AC                | US Dance             | AUS                  | AUT                  | CAN                  | FRA                  | GER                  | IRE                  | ITA                  | JAP                  | NL                   | NZ                   | SPA                  | SWE                  | SWI                  | UK                   | Сертификации (продажи)                                  |
| ---- | ------------------------------------------------------------------ | -------------------- | -------------------- | -------------------- | -------------------- | -------------------- | -------------------- | -------------------- | -------------------- | -------------------- | -------------------- | -------------------- | -------------------- | -------------------- | -------------------- | -------------------- | -------------------- | -------------------- | -------------------- | ------------------------------------------------------- |
| 1990 | «Vision of Love»                                                   | 1                    | 1                    | 1                    | —                    | 9                    | —                    | 1                    | 25                   | 17                   | 10                   | —                    | —                    | 8                    | 1                    | —                    | 17                   | 24                   | 9                    | - AU: Золотая - NZ: Золотая - US: Золотая - UK: 170,000 |
| 1990 | «Love Takes Time»                                                  | 1                    | 1                    | 1                    | —                    | 14                   | —                    | 1                    | —                    | 57                   | —                    | —                    | —                    | 24                   | 9                    | —                    | —                    | —                    | 37                   | - US: Золотая                                           |
| 1991 | «Someday»                                                          | 1                    | 3                    | 5                    | 1                    | 44                   | —                    | 5                    | 38                   | —                    | —                    | —                    | 48                   | 29                   | 14                   | —                    | —                    | —                    | 38                   | - US: Золотая                                           |
| 1991 | «I Don't Wanna Cry»                                                | 1                    | 2                    | 1                    | —                    | 49                   | —                    | 7                    | —                    | —                    | —                    | —                    | —                    | —                    | 13                   | —                    | —                    | —                    | —                    | —                                                       |
| 1991 | «There's Got to Be a Way»                                          | —                    | —                    | —                    | —                    | —                    | —                    | —                    | —                    | —                    | —                    | —                    | —                    | —                    | —                    | —                    | —                    | —                    | 54                   | —                                                       |
| 1991 | Знак «—» обозначает, что песня не вошла в чарт или не была издана. |                      |                      |                      |                      |                      |                      |                      |                      |                      |                      |                      |                      |                      |                      |                      |                      |                      |                      |                                                         |